# Labruyère (Oise)
Labruyère is een gemeente in het Franse departement Oise (regio Hauts-de-France) en telt 588 inwoners (1999). De plaats maakt deel uit van het arrondissement Clermont.

## Geografie
De oppervlakte van Labruyère bedraagt 2,4 km², de bevolkingsdichtheid is 245,0 inwoners per km².
De onderstaande kaart toont de ligging van Labruyère (Oise) met de belangrijkste infrastructuur en aangrenzende gemeenten.

## Demografie
Onderstaande figuur toont het verloop van het inwonertal (bron: INSEE-tellingen).